# Accinctapubes
Accinctapubes is een geslacht van vlinders uit de familie van de snuitmotten (Pyralidae). De wetenschappelijke naam van het geslacht is voor het eerst geldig gepubliceerd in 1993 door M. Alma Solis.

## Soorten
Het geslacht Accinctapubes omvat de volgende vier soorten:
- Accinctapubes albifasciata (Druce, 1902)
- Accinctapubes amplissima Solis & Styer, 2003
- Accinctapubes apicalis (Schaus, 1906)
- Accinctapubes chionophoralis (Hampsen, 1906)